# Георг Фридрих (Валдек-Айзенберг)
Георг Фридрих фон Валдек (на немски: Georg Friedrich von Waldeck; * 31 януари 1620 в дворец Аролзен, Хесен; † 19 ноември 1692 в Аролзен) е немски генерал-фелдмаршал, холандски генерал-капитан и първият княз на Валдек.
Той е третият син на граф Волрад IV фон Валдек-Айзенберг (1588 – 1640) и съпругата му Анна фон Баден-Дурлах (1585 – 1649), дъщеря на маркграф Якоб III фон Баден-Хахберг.
През 1641 г. Георг Фридрих започва военна служба при Генералните щати. През 1651 г. той е генерал-лейтенант в служба на Бранденбург, където през 1653 г. става водещ министър.
През 1664 г., след ранната смърт на племенника му Хайнрих Волрад, той наследява частичното графство Валдек-Айзенберг и графството Куйленбург.
През 1682 г. император Леополд I го издига на княз на Валдек. По време на Голямата турска война Георг Фридрих фон Валдек ръководи през 1683 г. войската на Бавария, Франкония и Горен Хесен до прекратяване на втората обсада на Виена от турците.
Георг Фридрих фон Валдек умира на 19 ноември 1692 г. в Аролсен и е погребан в Корбах. Неговото частично графство отива, понеже четирите му синове са умрели, според наследствен договор от 1685 г. на братовчед му Христиан Лудвиг фон Валдек-Вилдунген.

## Фамилия
Георг Фридрих се жени на 29 ноември 1643 г. в Кюлемборг за графиня Елизабет Шарлота фон Насау-Зиген (1626 – 1694), дъщеря на граф Вилхелм фон Насау-Зиген-Хилхенбах (1592 – 1642) и съпругата му графиня Кристина фон Ербах (1596 – 1646). Те имат децата:
- Волрад Кристиан († 1650)
- Фридрих Вилхелм (1649 – 1651)
- Карл Вилхелм (1650 – 1653)
- Луиза Анна (1653 – 1714), омъжена за граф Георг IV фон Ербах-Фюрстенау (1646 – 1678), син на граф Георг Албрехт I фон Ербах и Елизабет Доротея фон Хоенлое-Шилингсфюрст
- Шарлота Амалия (1654 – 1657)
- Фридрих Вилхелм (1657 – 1670)
- Карл Густав (1659 – 1678), граф на Кюлемборг
- София Хенриета (1662 – 1702), омъжена на 30 ноември 1680 в Аролзен за херцог Ернст фон Саксония-Хилдбургхаузен (1655 – 1715), син на херцог Ернст I фон Саксония-Гота-Алтенбург
- Албертина Елизабет (1664 – 1727), омъжена за граф Филип Лудвиг фон Ербах-Ербах (1669 – 1720), син на граф Георг Лудвиг I фон Ербах-Ербах и Амалия Катарина фон Валдек-Айзенберг